# موتلير
موتلير (بالإنجليزية: Muttler)‏ هو أحد جبال سلسلة جبال الألب سامناون ويقع في كانتون غراوبوندن في سويسرا. يحتل المرتبة رقم 95 في قائمة جبال سويسرا من حيث الارتفاع، إذ يبلغ ارتفاعه حوالي 3293 متر، بينما يبلغ ارتفاع نتوء الجبل 703 متر، هذا وقد سجل أول وصول لقمة الجبل عام 1859.